# Alam I
Alam I, eller Bahadur Shah I, född i Burhanpur 14 oktober 1643 med födelsenamnet Muazzam, äldste son till stormogulen Aurangzeb, död i Lahore 1712. När Alam väl besegrat sina rivaler om tronen fick han under sina fem år som stormogul (1707-1712) regera över ett ihopfallande imperium.
Under Alams tid reste sig sikherna under Guru Gobind Singh, vilket slutade med sikhernas frigörelse från Mogulriket. Efter Alams död följde ett sedvanligt tronföljdskrig, under vilket tre av hans fyra söner stupade, och den fjärde Djahandar Shah besteg tronen.